# Houxiang
Houxiang (kinesiska: 后巷, 后巷镇) är en köpinghuvudort i Kina. Den ligger i provinsen Jiangsu, i den östra delen av landet, omkring 91 kilometer öster om provinshuvudstaden Nanjing. Antalet invånare är 51 969. Befolkningen består av 24 917 kvinnor och 27 052 män. Barn under 15 år utgör 12,0 %, vuxna 15-64 år 80 %, och äldre över 65 år 6,0 %.
Runt Houxiang är det tätbefolkat, med 982 invånare per kvadratkilometer. Närmaste större samhälle är Menghe, 12,7 km sydost om Houxiang. Trakten runt Houxiang består till största delen av jordbruksmark.
Genomsnittlig årsnederbörd är 1 302 millimeter. Den regnigaste månaden är juli, med i genomsnitt 255 mm nederbörd, och den torraste är januari, med 30 mm nederbörd.